# Chicomecoatl
Chicomecoatl ("7 serps") és la deessa més important de les collites pels asteques. Antigament els escriptors i els investigadors l'anomenaven "deessa dels manteniments", tot i que també se la coneix amb el nom de "7 dacses de blat de moro", Chicomolotzin o "deessa dels sembrats i totes les llavors i llegums", Chalchiuhcihuatl.